# تشارلز أوين رايس
تشارلز أوين رايس (بالإنجليزية: Charles Owen Rice)‏ هو قسيس أمريكي، ولد في 21 نوفمبر 1908 في بروكلين في الولايات المتحدة، وتوفي في 13 نوفمبر 2005 في McCandless, Pennsylvania ‏ في الولايات المتحدة.